# Proyecto Diana

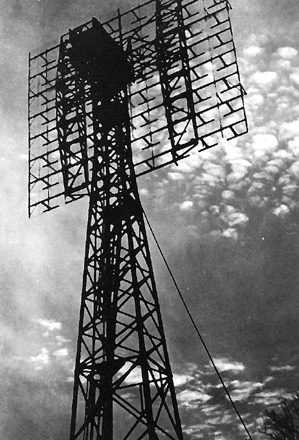
Antena de radar del Proyecto Diana, Fort Monmouth, Nueva Jersey

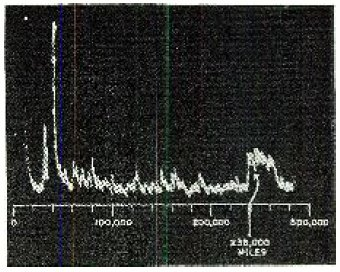
Pantalla de osciloscopio que muestra la señal del radar. El pulso grande de la izquierda es la señal transmitida, el pulso pequeño de la derecha es la señal de retorno de la Luna. El eje horizontal es el tiempo, pero está calibrado en millas. Se puede observar que la medida es 238 000 millas(383 000 km), aproximadamente la distancia de la Tierra a la Luna.

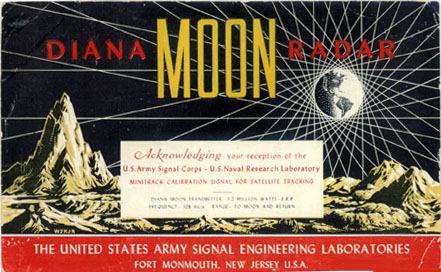
Tarjeta QSL para informes de recepción

El Proyecto Diana, bautizado en honor a la diosa lunar romana Diana, fue un proyecto experimental del Cuerpo de Señales del Ejército de Estados Unidos llevado a cabo en 1946 con el objetivo de hacer rebotar señales de radar en la Luna y recibir las señales reflejadas. Fue el primer experimento de astronomía de radar y el primer intento activo de sondear un cuerpo celeste. También fue la inspiración para las posteriores técnicas de comunicación Tierra-Luna-Tierra, o EME por sus siglas en inglés.

## Historia
Tras el final de la Segunda Guerra Mundial, el coronel John H. DeWitt Jr., director del Laboratorio de Señales Evans en Camp Evans (parte de Fort Monmouth ), en Wall Township, Nueva Jersey, recibió instrucciones del Pentágono de determinar si la ionosfera podría ser penetrada por radar, para detectar y rastrear misiles balísticos enemigos que podrían entrar en la ionosfera. Decidió abordar esta tarea intentando hacer rebotar ondas de radar en la Luna. Para ello reunió un equipo de ingenieros que incluía al científico jefe E. King Stodola y a Herbert Kauffman, Jacob Mofenson y Harold Webb. Se buscó la colaboración de otras unidades de Camp Evans en diversos temas, la más notable fue la del matemático Walter McAfee, que hizo los cálculos necesarios.
En los propios terrenos del laboratorio, se construyeron un transmisor, un receptor y una matriz de antenas para este propósito. El transmisor, un radar SCR-271 altamente modificado de la Segunda Guerra Mundial, proporcionaba 3 kilovatios (posteriormente mejorado a 50 kW) a 111,5 MHz en pulsos  de un cuarto de segundo, que se aplicaban a la matriz de antenas, de tipo plano,  compuesta por un conjunto de 8x8 dipolos reflectores de media onda que proporcionaban 24 dB de ganancia. Las señales de retorno se recibían unos 2,5 segundos más tarde, el tiempo necesario para que las ondas de radio recorrieran los 768 000 km de viaje de ida y vuelta desde la Tierra a la Luna y viceversa. El receptor tenía que compensar el cambio Doppler en la frecuencia de la señal reflejada debido al movimiento orbital de la Luna en relación con la superficie de la Tierra, que era diferente cada día, por lo que este movimiento tuvo que calcularse cuidadosamente para cada prueba. La antena sólo podía girarse en acimut, por lo que el intento sólo se podía realizar cuando la Luna se encontraba por debajo de los 15 grados de alto sobre el horizonte en su salida o puesta, ya que el ángulo de elevación de la antena era horizontal. Eran posibles unos 40 minutos de observación en cada pasada a medida que la Luna pasaba por los distintos lóbulos del diagrama de radiación de la antena.
El primer éxito en la detección del eco lo consiguieron Harold Webb y Herbert Kauffman el 10 de enero de 1946 a las 23:58, hora local.
El Proyecto Diana marcó el nacimiento de la astronomía por radar utilizada más tarde para cartografiar Venus y otros planetas cercanos, y fue un precursor necesario del programa espacial estadounidense. Fue la primera demostración de que las señales de radio terrestres podían penetrar la ionosfera, abriendo la posibilidad de comunicaciones por radio más allá de la Tierra con sondas espaciales o naves tripuladas. También inició la práctica de nombrar proyectos espaciales en honor a dioses romanos, por ejemplo, Mercurio y Apolo.
El Proyecto Diana demostró la viabilidad de utilizar la Luna como reflector pasivo para transmitir señales de radio de un punto de la Tierra a otro, evitando la curvatura de la Tierra. Esta ruta Tierra-Luna-Tierra (EME) o "rebote lunar" se ha utilizado en algunos sistemas de comunicación. Uno de los primeros fue el programa secreto de espionaje militar estadounidense PAMOR (Passive Moon Relay) en 1950, que buscaba escuchar de manera encubierta las comunicaciones militares soviéticas por radio captando señales perdidas reflejadas desde la Luna. Las señales de retorno eran extremadamente débiles y Estados Unidos comenzó la construcción secreta de la antena parabólica más grande del mundo en Sugar Grove, Virginia Occidental, hasta que el proyecto se abandonó en 1962 por resultar demasiado costoso. Un derivado de mayor éxito fue el sistema de comunicación Moon Relay de la Marina estadounidense, también conocido como Operación Moon Bounce, que utilizó la ruta EME para las comunicaciones militares. En enero de 1960 se inauguró el sistema con un enlace mediante rebote lunar entre Hawái y Washington D. C. Las comunicaciones Moon Bounce fueron abandonadas por los militares con la llegada de los satélites de comunicaciones a principios de los años 1960. Desde entonces han sido utilizadas por radioaficionados.
Hoy en día, el sitio del Proyecto Diana es parte del distrito histórico de Camp Evans, el museo y centro de aprendizaje de historia científica InfoAge, y es mantenido por el Ocean-Monmouth Amateur Radio Club. El conjunto de antenas se retiró anteriormente y ahora se supone perdido.